# Tampomas
Tampomas (Indonesisch: Gunung Tampomas) is een stratovulkaan op het Indonesische eiland Java in de provincie West-Java.